# История на Камбоджа
Историята на Камбоджа е тясно свързана с историята на Югоизточна Азия и двете са тясно преплетени, особено през средните векове, когато Кхмерската империя заема голяма част от региона.

## Древни кралства
Кхмерите са едни от първите народи в Югоизточна Азия, които възприемат религиозните и политическите идеи от Индия и създават централизирани кралства, обхващащи обширни територии. Фунан, най-древното кралство в района, за което знаем, процъфтява от около първи век до шести век сл. Хр. Негов наследник е Чен-ла, която контролира големи територии от днешна Камбоджа, Виетнам, Лаос и Тайланд. Златният век на кхмерската цивилизация обаче е периодът от IX до XIII век, когато кралство Камбуджа (дало своето име на Кампучеа или Камбоджа) управлява големи територии от столицата си в района Ангкор в Западна Камбоджа.
По времето на управлението на Джаяварман VII (1181 – 1218), Камбуджа достига върха на своето развитие в политически и културен план. След смъртта на Джаяварман VII, Камбуджа постепенно навлиза в своя залез. Факторите за този упадък са агресивността на съседните народи (най-вече тайландците, известни още като сиамци), продължителни борби вътре в династията и западането на сложната напоителна система, която преди това осигурявала излишъци от ориз. Ангкорската монархия просъществувала до 1431 г., когато тайландците превзели Ангкор Том и камбоджанският крал избягал в южната част на страната си.